# Survivin
Survivin, auch als BIRC5 oder API4 bezeichnet, ist ein Apoptose-hemmendes Protein, welches im Wesentlichen nur von Krebszellen produziert wird. Das Tumorantigen wird auch „Überlebens-Protein“ genannt. Daraus leitet sich auch der aus dem Englischen stammende Name – to survive (überleben) – ab.
Da Survivin im adulten Körper im Wesentlichen nur in Malignomen und nicht im Normalgewebe zu finden ist und es eine große Bedeutung für die Apoptoseregulation in transformierten Zellen aufweist, wurde es schon kurz nach seiner Entdeckung als potenzieller Biomarker für die Diagnostik und Prognose von Krebserkrankungen, sowie als mögliches Target in der Krebstherapie vorgeschlagen.

## Entdeckung
Survivin wurde erstmals 1997 von G. Ambrosini, C. Adida und D. C. Altieri in verschiedenen malignen Zelllinien und einer Reihe von fetalen Geweben identifiziert. Entdeckt wurde es mittels Hybridisierungsscreening einer humanen Genbank mit der cDNA des Faktor-Xa-Rezeptors EPR-1 (effector cell protease receptor-1).

## Vorkommen
Während der Embryonalentwicklung hat Survivin die Funktion, die korrekte Weitergabe der Chromosomen in den sich teilenden Zellen zu überwachen. Nach der Embryonalentwicklung ist dieses Protein in ruhenden gesunden Zellen kaum noch vorhanden. Dagegen produzieren die Zellen fast aller Tumoren Survivin, um unkontrolliert zu wachsen und sich gegen Therapien besser schützen zu können.

## Eigenschaften
Das für die Expression von Survivin verantwortliche Gen ist 14,7 kb groß und liegt auf dem Chromosom 17q25. Es besteht aus drei Introns und vier Exons. Das Gen kodiert für das Protein, welches aus 142 Aminosäuren besteht und eine molare Masse von 16.390 Da aufweist.
Als Klasse-3-IAP (inhibitor of apoptosis) verhindert Survivin die apoptotische Funktion von essenziellen BIR-Domänen (baculovirus IAP repeats).
Derzeit sind fünf Spleiß-Varianten von Survivin bekannt:
- wt-Survivin (142 Aminosäuren)
- 2B-Survivin (165 Aminosäuren)
- Survivin-Δ3 (137 Aminosäuren)
- 3B-Survivin (2005 entdeckt).[7]
- 2α-Survivin (74 Aminosäuren)

Survivin unterscheidet sich von anderen IAPs durch:
- das Vorhandensein nur einer BIR-Domäne
- das Fehlen einer CARD (caspase recruitment domain)
- das Fehlen einer RING-Domäne (really interesting new gene)
- die geringe molare Masse von 16,5 kDa.[13]

Das Survivin-Protein ist ein bow-tieshaped-Dimer. Ein Survivin-Monomer besteht aus einer BIR-Domäne, die drei α-Helices und einem dreisträngigen β-Faltblatt. Größtenteils wird die Form der Domäne durch einen Zink-Finger (mit vier Zink-Liganden) stabilisiert. Die Dimer-Formation wird durch Wasserstoffbrückenbindungen und van der Waals-Kräfte gebildet.
Die Aminosäuresequenz für Survivin (Spezies: Homo sapiens) im Einbuchstabencode ist:
```
mgaptlppaw qpflkdhris tfknwpfleg cactpermae agfihcpten epdlaqcffc
fkelegwepd ddpieehkkh ssgcaflsvk kqfeeltlge flkldrerak nkiaketnnk
kkefeetakk vrraieqlaa md
```

## Funktionsmechanismus
Die Mechanismen der anti-apoptotischen Funktion von Survivin sind noch nicht vollständig erforscht. Survivin soll den Mitochondrien-abhängigen, so genannten intrinsischen Apoptoseweg, antagonisieren. Die inhibierende Wirkung von Survivin auf die Apoptosekaskade scheint über eine Inaktivierung der Zelltodprotease Caspase-9 vermittelt und von einem Kofaktor (HBXIP) abhängig zu sein.
Die vollständige Aufklärung des Funktionsmechanismus von Survivin wäre insbesondere für mögliche Therapieansätze bei Krebserkrankungen von großem Interesse.

## Diagnostische Anwendungen
Survivin lässt sich bei Harnblasenkarzinomen im Urin nachweisen. Zurzeit laufen hierzu einige klinische Studien.
Weitere diagnostische Anwendungen sind in der Entwicklung.

## Potenzielle Therapieansätze in der Onkologie
Alle zytotoxischen Chemotherapeutika wirken – wie auch die Strahlentherapie – über die Induktion der Apoptose in malignen Zellen. Die vermehrte Expression von Apoptose-Inhibitoren ist eine Gegenmaßnahme der Krebszellen um deren Überleben zu sichern. Dementsprechend ist die Überexprimierung von Survivin bei Krebszellen mit einer deutlich reduzierten Überlebensrate der betroffenen Patienten, einer höheren Rezidiv-Wahrscheinlichkeit und einer reduzierten Apoptoserate in Tumorzellen verbunden. Survivin ist deshalb ein wichtiges Zielmolekül für die Entwicklung neuer therapeutischer Arzneimittel.
Nach seiner Produktion wird das Survivin in das Zytoplasma transportiert, was vermutlich eine wichtige Rolle für die krebsfördernde Funktion von Survivin spielt. Bei einigen Patienten ist dieser Transport allerdings offensichtlich gestört und das Survivin befindet sich vorwiegend im Zellkern. Erste Studien zeigen, dass diese Patienten bessere Überlebenschancen haben.
Dieser Mechanismus ist der Anknüpfungspunkt für neue Krebstherapien, die den Transport von Survivin in das Zytoplasma verhindern sollen. Damit sollen Tumorzellen empfindlicher gegenüber konventionellen Krebstherapien (Chemotherapie und Strahlentherapie) werden. Die Firma Lilly hat ein Antisense-Oligonukleotid in der Entwicklung, welches Survivin blockieren soll.
YM155 von Astellase ist ein Survivin-Suppressor, der gezielt die Expression von Survivin unterdrücken soll. Die Verbindung ist ein small molecule mit einem Naphthochinon-Grundkörper und befindet sich in der klinischen Erprobung (Phase II (Stand September 2009), bei nichtkleinzelligem Bronchialkarzinom NSCLC und malignem Melanom).
Auch krebsimmuntherapeutische Ansätze mit Survivin befinden sich in der Entwicklung. All diesen Konzepten gemein ist, dass sie als Ergänzungstherapie die konventionellen therapeutischen Interventionen (Chemo- und Strahlentherapie) in ihrer Wirksamkeit potenzieren sollen.

## Sonstiges
Resveratrol, ein Polyphenol, das beispielsweise in Rotwein vorkommt, ist offensichtlich in der Lage Survivin zu inhibieren.